# Eucinostomus harengulus
Eucinostomus harengulus és una espècie de peix pertanyent a la família dels gerrèids. Va ser descrit per George Brown Goode i Tarleton H. Bean el 1879.

## Descripció
- Pot arribar a fer 15 cm de llargària màxima.[3][4]

## Alimentació
Menja principalment invertebrats bentònics.

## Hàbitat
És un peix marí i d'aigua salabrosa, demersal i de clima tropical.

## Distribució geogràfica
Es troba a l'Atlàntic occidental central: des de Bermuda i la badia de Chesapeake (els Estats Units) fins a São Paulo (el Brasil), incloent-hi les Bahames, Barbados i el golf de Mèxic.

## Observacions
És inofensiu per als humans.